# Misgolas helensmithae
Misgolas helensmithae là một loài nhện trong họ Idiopidae.
Loài này thuộc chi Misgolas. Misgolas helensmithae được G. Wishart & D.M Rowell miêu tả năm 2008.